# Fabio Stukator
Fabio Nicola Stukator (7 novembre 2004) è un giocatore di football americano svizzero che gioca nel ruolo di wide receiver per i Calanda Broncos.

## Palmarès
- 1 Swiss Bowl (Calanda Broncos, 2024)